# 狮山街道 (苏州市)
狮山街道，是中华人民共和国江苏省苏州市虎丘区下辖的一个乡镇级行政单位。

## 行政区划
狮山街道下辖以下地区：
何山社区、狮山社区、新升社区、馨泰社区、万枫社区、新狮社区、金色社区和横山社区。